# War-Torn Poland
War-Torn Poland è un film muto del 1916. Si tratta di un documentario girato in Polonia che mostra le difficoltà della popolazione civile a causa della guerra.

## Produzione
Il film, un documentario sulla guerra girato in Polonia, fu prodotto dalla Selig Polyscope Company. Fonti moderne riferiscono che nel film furono inserite riprese girate sul fronte italiano, francese, belga, turco e russo.

## Distribuzione
Il documentario venne presentato in prima a Chicago il 24 aprile 1916. Non si conoscono altre proiezioni del film. Selig aveva annunciato la sua intenzione di devolvere parte degli incassi al Fondo di Assistenza Polacco.